# Gabriel Segat
Gabriel „HeRoMaRinE“ Segat (* 4. Juli 1997) ist ein deutscher (mit dualer italienischer Staatsbürgerschaft) E-Sportler in der Disziplin StarCraft 2. Er ist vierfacher deutscher Meister in der ESL Pro Series und spielt seit November 2011 für das deutsche Team mousesports. Im Laufe seiner Karriere hat er bisher (Stand: Feb. 2022) umgerechnet mehr als 275.000 Dollar Preisgeld gewonnen.

## Karriere
Ende 2011 wurde Segat vom deutschen E-Sport-Team mousesports unter Vertrag genommen. 2013 gewann er im Alter von 16 Jahren die Winter-Season der EPS (ESL Pro Series) durch einen Finalsieg über Giacomo „Socke“ Thüs. Er war dabei der erste Terraner-Spieler dem dies gelang – die acht zuvor ausgetragenen EPS-Saisons in StarCraft 2 gewannen Vertreter der anderen beiden StarCraft-Rassen (7× Protoss bzw. 1× Zerg).
In der Spring-Season 2014 konnte er seinen Titel nicht verteidigen, erreichte jedoch immerhin das Halbfinale. In der Summer-Season 2014 sicherte er sich hingegen zum zweiten Mal den deutschen Meistertitel. Anlässlich seines WCS-Matches gegen Grzegorz „MaNa“ Komincz sendete die Tagesschau einen etwa zweiminütigen Bericht über HeRoMaRinE.
Nachdem die ESL Pro Series Germany 2015 in ESL Meisterschaft umbenannt wurde, belegte er bei der ersten Auflage den Zweiten Platz. 2016 erreichte HeRoMaRinE bei der WCS Summer Championship das Halbfinale.
Ende 2017 qualifizierte sich HeRoMaRinE über den Südeuropa-Qualifier (an welchem er aufgrund seiner italienischen Staatsbürgerschaft teilnehmen durfte) für den olympischen Winterspielen vorgeschaltete ESL Intel Extreme Masters in PyeongChang.
Nach einem relativ erfolgreichen Jahr 2018 konnte er sich erstmals für die auf der Blizzcon ausgetragenen WCS-Finals qualifizieren. Dort schied er allerdings nach Niederlagen gegen die südkoreanischen Profis Zest und sOs in der Gruppenphase aus.

## Erfolge (Auswahl)
| Jahr      | Platz         | Turnier                             | Preisgeld |
| --------- | ------------- | ----------------------------------- | --------- |
| März 2013 | 1. Platz      | ESET UK Masters (insomnia48)        | 1.000 £   |
| Nov. 2013 | 1. Platz      | ESL Pro Series Deutschland Winter   | 3.000 €   |
| Aug. 2014 | 1. Platz      | ESL Pro Series Deutschland Summer   | 3.000 €   |
| Dez. 2014 | 2. Platz      | ESL Pro Series Deutschland Winter   | 1.500 €   |
| Jan. 2015 | 33.–64. Platz | WCS – Season 1                      | 2.000 $   |
| Apr. 2015 | 33.–64. Platz | WCS – Season 2                      | 2.000 $   |
| Mai 2015  | 2. Platz      | ESL Frühlingsmeisterschaft          | 750 €     |
| Aug. 2015 | 1. Platz      | ESL Sommermeisterschaft             | 1.500 €   |
| Sep. 2015 | 17.–32. Platz | WCS – Season 3                      | 4.500 $   |
| Dez. 2015 | 2. Platz      | ESL Wintermeisterschaft             | 750 €     |
| Mai 2016  | 1. Platz      | ESL Frühlingsmeisterschaft          | 1.800 €   |
| Aug. 2016 | 3./4. Platz   | WCS Summer Championship             | 10.000 $  |
| März 2017 | 13.–16. Platz | IEM – Season XI Katowice            | 1.200 $   |
| Jan. 2018 | 9.–16. Platz  | WCS Leipzig                         | 2.750 $   |
| Feb. 2018 | 9.–16. Platz  | IEM – Season XII – PyeongChang      | 3.000 $   |
| März 2018 | 17.–20. Platz | IEM – Season XII – Katowice         | 2.700 $   |
| Jul. 2018 | 3.–4. Platz   | DreamHack Valencia                  | 6.500 $   |
| Feb. 2021 | 9.–12. Platz  | IEM – Season XV Katowice            | 6.300 $   |
| Feb. 2022 | 3.–4. Platz   | IEM – Season XVI Katowice           | 40.600 $  |
| Jul. 2022 | 3. Platz      | DreamHack Masters Valencia (Europe) | 7.400 $   |